# 二井子遗址
二井子遗址，位于中国吉林省镇赉县胜利乡二井子屯，为一个省级文物保护单位，类型为古遗址，公布时间为1987年10月20日。该文物保护单位由镇赉县文管所管理。
二井子遗址的历史年代为新石器至青铜。